# (21257) Jižní Čechy
(21257) Jižní Čechy est un astéroïde de la ceinture principale.

## Description
(21257) Jizni Cechy est un astéroïde de la ceinture principale. Il fut découvert le 26 février 1996 à l'observatoire Kleť par l'observatoire Kleť. Il présente une orbite caractérisée par un demi-grand axe de 2,94 UA, une excentricité de 0,02 et une inclinaison de 12,8° par rapport à l'écliptique.

## Compléments